# 各年のオランダの一覧

オランダの国旗

各年のオランダの一覧（かくねんのオランダのいちらん）は、オランダの各年ごとの記事の一覧。この一覧ではオランダの各年ごとの記事の他、各世紀と各年代、オランダの各分野における各年ごとの記事についても取り扱う。

## 一覧

### 16世紀
- 1580年代
  - 1585年のオランダ（英語版）

### 17世紀
- 1670年代
  - 1672年のオランダ（英語版）

### 18世紀
- 1730年代
  - 1730年のオランダ（英語版）
- 1740年代
  - 1747年のオランダ（英語版）
- 1780年代
  - 1785年のオランダ（英語版） 1788年のオランダ（英語版） 1789年のオランダ（英語版）
- 1790年代
  - 1792年のオランダ（英語版） 1795年のオランダ（英語版）

### 19世紀
- 1840年代
  - 1845年のオランダ（英語版）

### 20世紀
- 1910年代
  - 1914年のオランダ（英語版）
- 1940年代
  - 1944年のオランダ（英語版） 1945年のオランダ（英語版）
- 1950年代
  - 1951年のオランダ（英語版）
- 1980年代
  - 1980年のオランダ（英語版） 1981年のオランダ（英語版） 1982年のオランダ（英語版） 1984年のオランダ（英語版）
  - 1987年のオランダ（英語版） 1988年のオランダ（英語版） 1989年のオランダ（英語版）
- 1990年代
  - 1990年のオランダ（英語版） 1991年のオランダ（英語版） 1992年のオランダ（英語版） 1993年のオランダ（英語版） 1994年のオランダ（英語版）
  - 1995年のオランダ（英語版） 1996年のオランダ（英語版） 1997年のオランダ（英語版） 1998年のオランダ（英語版） 1999年のオランダ（英語版）
- 2000年代
  - 2000年のオランダ（英語版）

### 21世紀
- 2000年代
  - 2001年のオランダ（英語版） 2002年のオランダ（英語版） 2003年のオランダ（英語版） 2004年のオランダ（英語版）
  - 2005年のオランダ（英語版） 2006年のオランダ（英語版） 2007年のオランダ（英語版） 2008年のオランダ（英語版） 2009年のオランダ（英語版）
- 2010年代
  - 2010年のオランダ（英語版） 2011年のオランダ（英語版） 2012年のオランダ（英語版） 2013年のオランダ（英語版） 2014年のオランダ（英語版）
  - 2015年のオランダ（英語版） 2016年のオランダ（英語版） 2017年のオランダ（英語版） 2018年のオランダ（英語版） 2019年のオランダ（英語版）
- 2020年代
  - 2020年のオランダ（英語版）